# Leptasthenura xenothorax
Leptasthenura xenothorax là một loài chim trong họ Furnariidae.